# Bộ ba con tàu hạng Olympic
class="infobox" style="width:25.5em;border-spacing:2px;"

| Belfast Ireland, 6 tháng ba, 1912: Titanic (phải) phải được dời khỏi ụ tàu để có chỗ cho Olympic, đang cần phải thay một chân vịt. | |
| Khái quát lớp tàu | |
| Xưởng đóng tàu | Harland and Wolff, Belfast, Ireland |
| Bên khai thác | White Star Line |
| Thời gian đóng tàu | 1908–1914 |
| Thời gian phục vụ | 1911–1935 |
| Dự tính | 3 |
| Hoàn thành | 3 |
| Bị mất | 2 |
| Nghỉ hưu | 1 |
| Giữ lại | 0 |
| Đặc điểm khái quát | |
| Kiểu tàu | Tàu viễn dương |
| Dung tải | khoảng 46.000 tấn - dung tải của Titanic, do ba con tàu khác về các kích thước, dung tải cũng như sức đẩy của động cơ. |
| Trọng tải choán nước | khoảng 52.500 tấn |
| Chiều dài | 882 ft 9 in (269,06 m) |
| Sườn ngang | 92 ft 6 in (28,19 m) |
| Chiều cao | khoảng 60 ft (18 m) trên mặt nước biển |
| Mớn nước | 34 ft 7 in (10,54 m) |
| Công suất lắp đặt | - 24 nồi hơi kiểu Scotch double-ended và 5 nồi hơi kiểu 5 single-ended - Hai động cơ bốn xi-lanh tạo ra 15.000 mã lực mỗi chiếc, cho hai chân vịt bên ngoài quay với tốc độ 75 vòng mỗi phút - Một động cơ tuốc-bin thấp áp tạo ra 16.000 mã lực cho chân vịt trung tâm - Tổng cộng 59.000 mã lực được tạo ra khi hoạt động hết công suất |
| Động cơ đẩy | - Hai chân vịt ba lá cánh bằng đồng ở hai bên - Một chân vịt bốn lá cánh bằng đồng ở trung tâm |
| Tốc độ | 21 kn (39 km/h; 24 mph) |
| Sức chứa | 3.295 hành khách và nhân viên tàu |
| Ghi chú | khoảng 7,5 triệu đô-la Mỹ (bằng $177,56 triệu vào thời giá 2008) |

Bộ ba con tàu hạng Olympic hay bộ ba con tàu hạng sang là ba con tàu hàng hải Anh được Harland and Wolff đóng cho công ty vận tải White Star Line vào đầu thế kỷ 20, bao gồm RMS Olympic, RMS Titanic và HMHS Britannic (tên cũ Gigantic).
Ba con tàu hạng sang được kỳ vọng sẽ giúp White Star Line kiếm ra nhiều tiền, đồng thời cạnh tranh với đối thủ là hãng tàu Cunard Line vốn có RMS Mauretania và RMS Lusitania. Tuy nhiên, hai trong số ba con tàu bị chìm. Năm 1935, Olympic, con tàu duy nhất sót lại bị tháo gỡ. Quá trình tháo gỡ được hoàn tất những công đoạn cuối cùng vào năm 1937, kết thúc số phận của bộ ba con tàu hạng Olympic.
Trên ba con tàu hạng sang có một hành khách đáng chú ý là nữ y tá Violet Jessop. Bà đã có mặt trên tàu Olympic khi nó va chạm với HMS Hawke, là hành khách được cứu sống trên Titanic và cũng là một trong những người được cứu sống trên Britannic trong vai trò y tá tình nguyện. Sau này, bà đã viết hồi ký về vụ chìm tàu Britannic.

## RMSOlympic

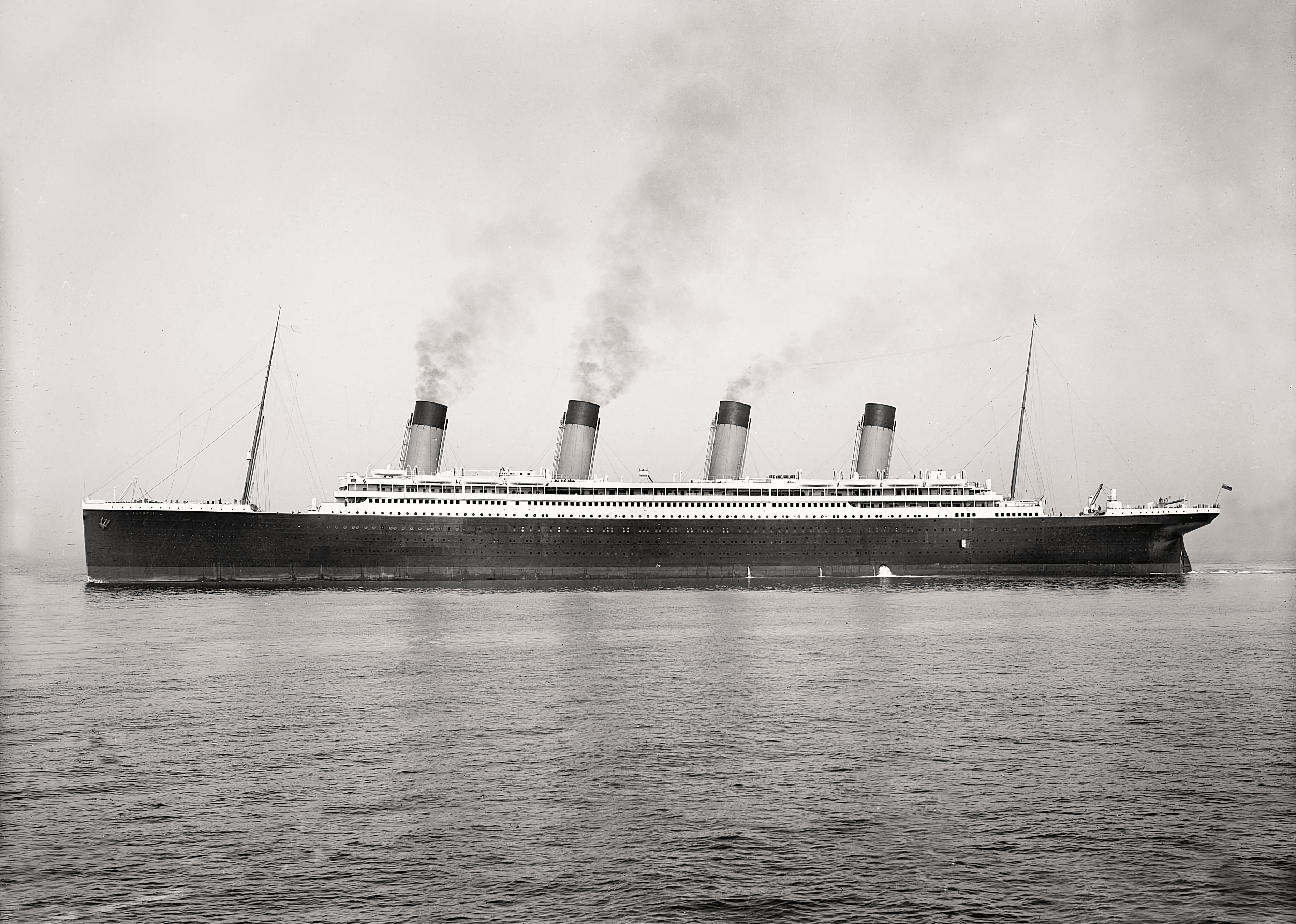
RMS Olympic

Olympic là con tàu được đóng đầu tiên trong bộ ba. Nó là con tàu duy nhất trong bộ ba sống lâu được với giấc mơ của hãng tàu White Star Line, mặc dù đã gặp hai tai nạn lớn và gặp một số vụ tấn công của tàu ngầm Đức khi phục vụ quân đội Anh trong Chiến tranh thế giới thứ nhất. Nó cũng đã cứu các thủy thủ đoàn tàu Audacius và được mệnh danh là Cụ già cao thủ. Năm 1934, khi White Star Line sáp nhập với đối thủ Cunard Line, Olympic thực hiện chuyến đi cuối cùng rồi được bán để làm sắt vụn.

## RMSTitanic

RMS Titanic

Titanic là con tàu nổi tiếng nhất, và cũng là sang trọng nhất trong bộ ba con tàu. Nó được bắt đầu chế tạo vào ngày 31 tháng 3 năm 1909 và hạ thủy ngày 31 tháng 5 năm 1911. Ngày 10 tháng 4, con tàu khởi hành chuyến đi đầu tiên và cũng là cuối cùng của nó. 23:40 ngày 14 tháng 4 năm 1912, con tàu đâm vào băng trôi ở mạn phải và chìm lúc 2:20 sáng 15 tháng 4, mang theo hơn 1.500 người. Sau khi con tàu chìm, nó vẫn rất nổi tiếng dù đã yên nghỉ hơn một thế kỉ: Những bộ phim, cuốn sách về nó được sản xuất không ngừng.

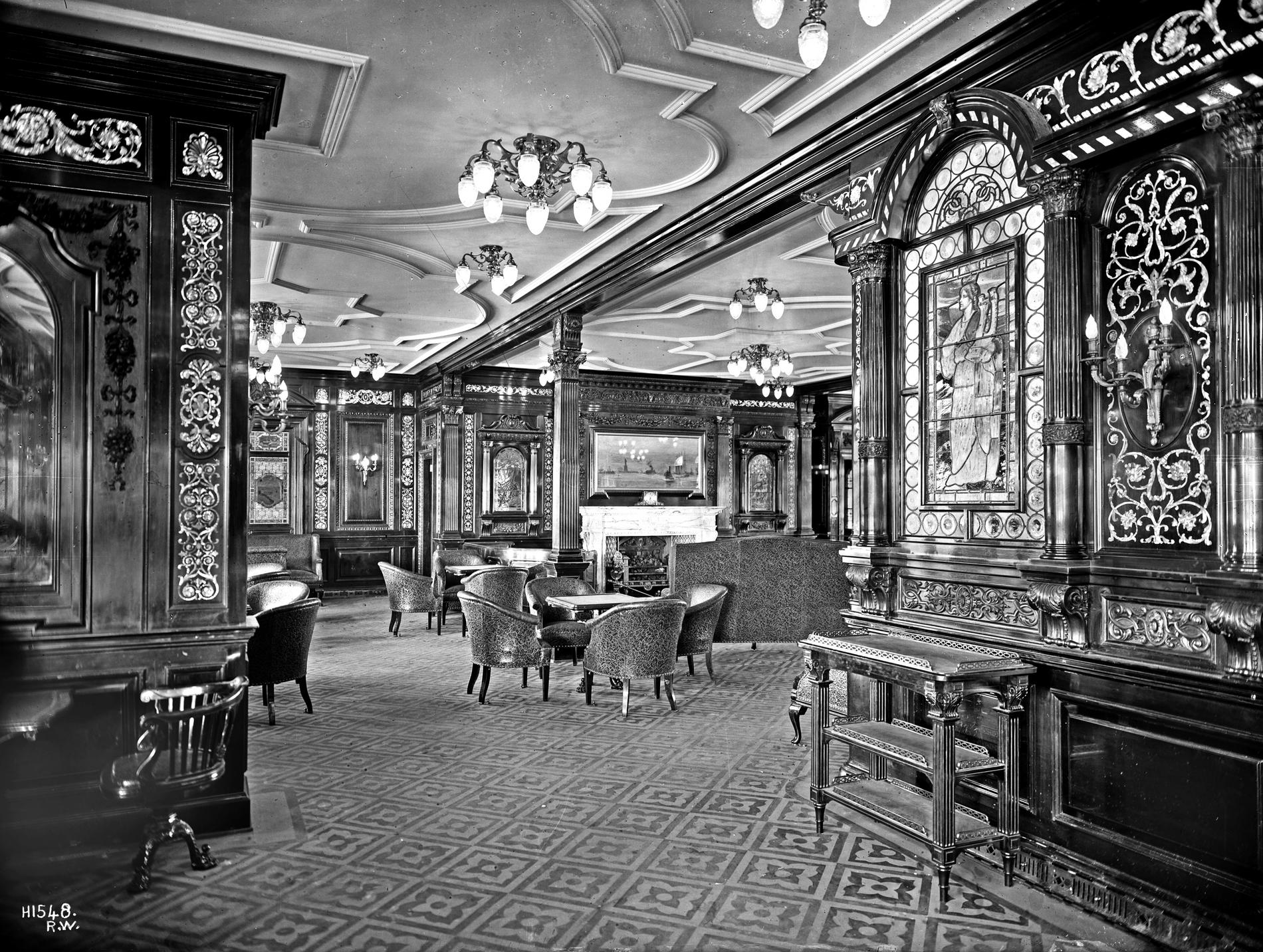
Phòng hút thuốc hạng sang của tàu Olympic

## HMHSBritannic

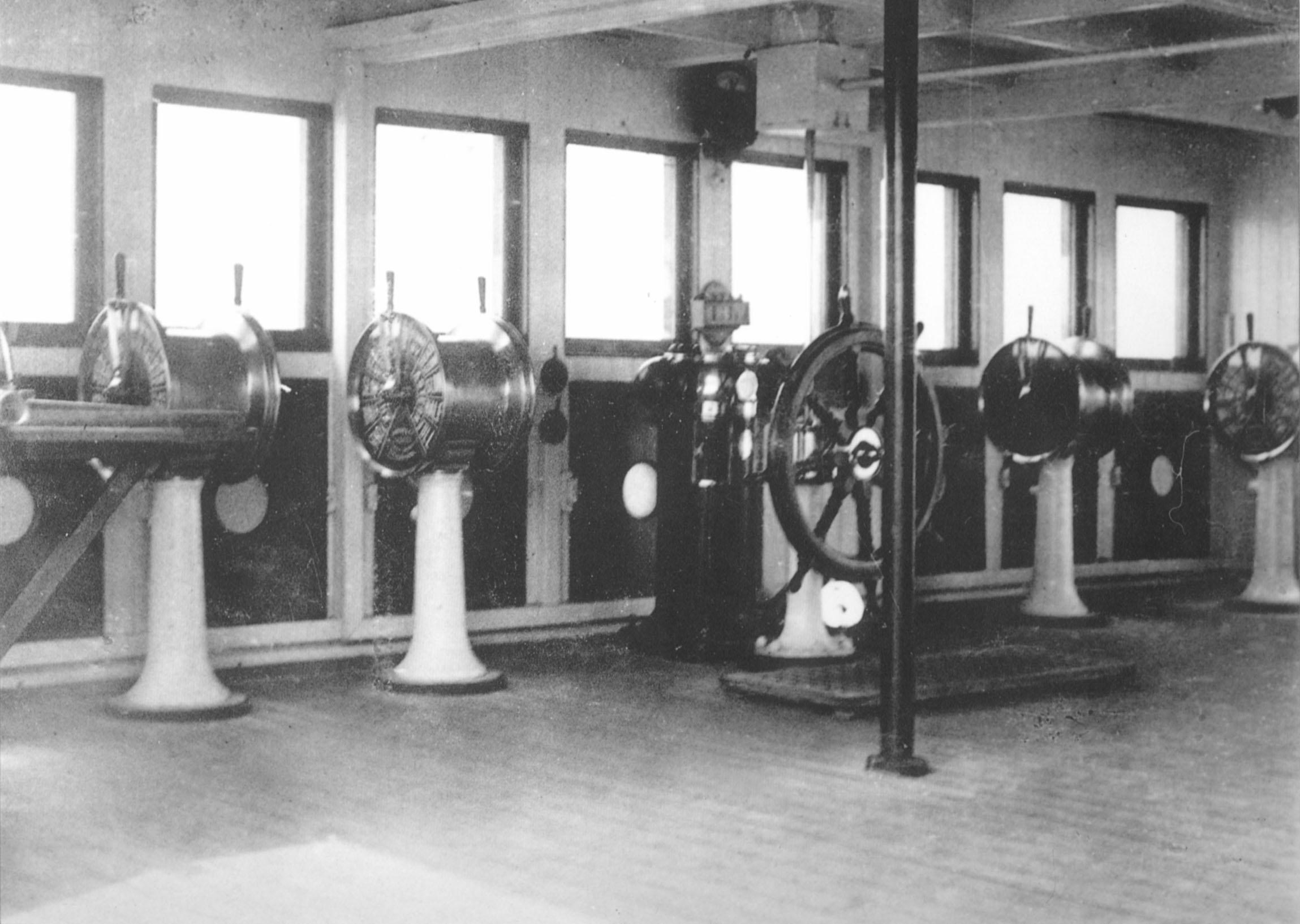
Buồng lái của hai tàu: Titanic, Olympic

Britannic (tên cũ: Gigantic) là con tàu cuối cùng và là lớn nhất trong bộ ba. Sau thảm hoạ Titanic, nó được đổi tên từ Gigantic thành Britannic và cải tiến các thiết bị an toàn. Nó được kỳ vọng sẽ thay thế Titanic một cách hoàn hảo. Nhưng trước khi nó bắt đầu chở khách thì Hải quân Anh trưng dụng con tàu với vai trò là một tàu quân y. Con tàu cũng không tránh khỏi số phận như người chị em Titanic của nó: ngày 21 tháng 11 năm 1916, khi đang cách đảo Kea bốn dặm, lúc 8:12, một vụ nổ lớn xé toạc mạn phải tàu. Lúc 9:07, con tàu chìm mang theo hơn 30 người trong đó có kỹ sư Robert Flemming ở lại tàu, những người khác thì ngồi trên 2 chiếc xuồng cứu hộ bị chân vịt xé nát. Con tàu chìm do đâm phải mìn ngầm ở dưới nước.

## Liên kết ngoài

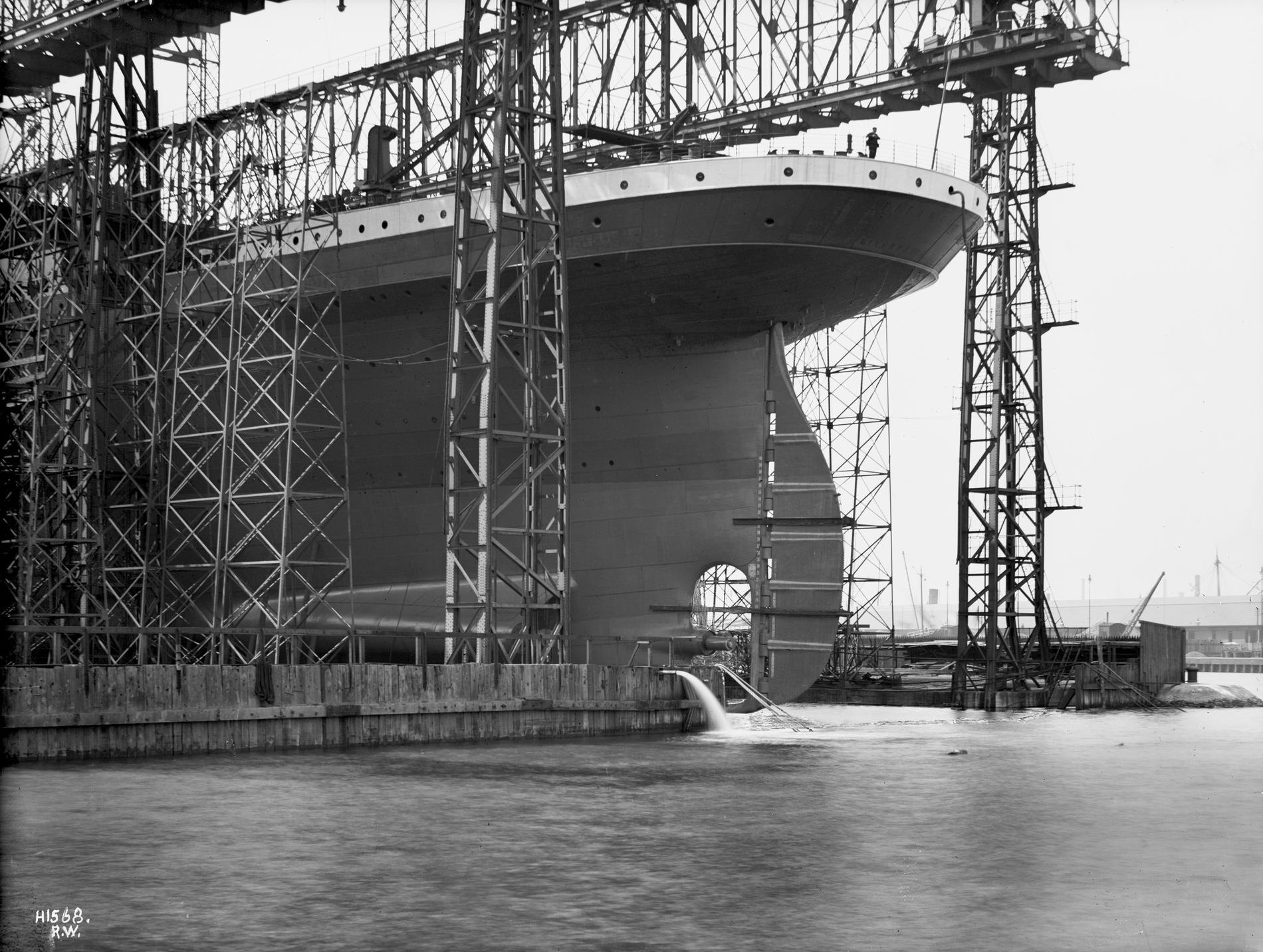
Đuôi tàu của Titanic

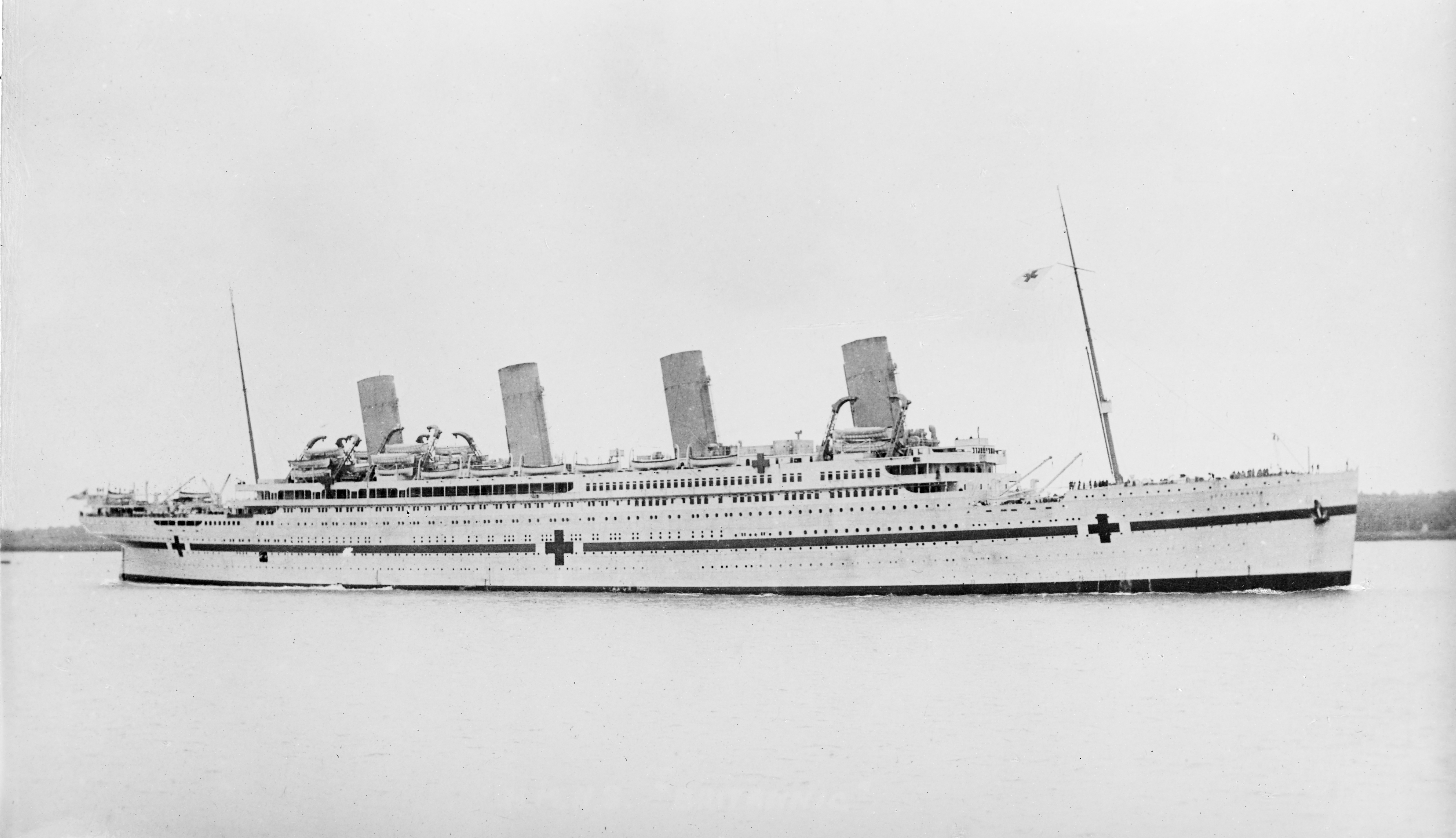
HMHS Britannic